# 和谐3C型电力机车
和谐3C型电力机车（HXD3C）是中国铁路的電力機車车型之一，由中国北车集团大连机车车辆有限公司开发研制，是在HXD3型电力机车设计制造技术平台的基础上，借鉴了HXD3B型电力机车的成熟技术，开发研制而成的大功率交流传动干线客货运通用电力机车，持续功率为7200kW，最高运行速度为120km/h ，具有600V直流电列车供电系统和双管供风装置。

## 发展历史

### 背景
2004年，中华人民共和国国务院常务会议通过了《中长期铁路网规划》，并对研究通过的铁路机车车辆装备现代化实施方案明确指出，“加快我国铁路运输装备现代化，要按照引进先进技术、联合设计生产、打造中国品牌的总体要求”。根据国务院确立的上述方针，国家发改委与中华人民共和国铁道部于2004年7月联合下达了《大功率交流传动电力机车技术引进与国产化实施方案》，正式开始了新型交流传动电力机车的采购过程。2004年，中国北车集团大连机车车辆厂与日本东芝公司合作，引进了HXD3型7200 kW交流传动电力机车；2007年，大连机辆公司又与加拿大庞巴迪公司合作，研制了HXD3B型9600 kW交流传动电力机车。通过技术引进，大连机辆公司掌握了机车总成、车体、转向架、主变压器、牵引变流器、网络控制系统、牵引电动机、驱动装置和制动系统九大核心技术。

### 研制
随着中国铁路大规模普及采用600 V 直流电供电制式的25G型直供电客车，为缓解普速客运机车运用紧张局面，中国铁道部于2009年向大连机车车辆公司下达了六轴7200 kW交流传动客货运通用电力机车的研制任务。新机车被定型为HXD3C型，其中“HX”是“和谐”的汉语拼音首字母缩写、“D”代表电力机车、“3”代表大连机辆公司的生产厂商代号，通称为“和谐”3C型电力机车。
HXD3C型电力机车是在HXD3型电力机车设计制造技术平台的基础上，借鉴了HXD3B型电力机车的成熟技术，开发研制而成的交流传动客货运通用电力机车。机车牵引系统采用交—直—交流电传动、水冷IGBT牵引逆变器、变频异步牵引电动机、分布式网络控制系统，单轴功率1200 kW，额定总功率为7200 kW，最高运行速度为120 km/h ；为满足牵引直供电旅客列车的需要，HXD3C型电力机车采用了增加供电绕组的主变压器，并设置了列车供电柜、供电插座、客货转换开关、双管供风装置等，使机车具有向旅客列车提供风源及600 V 直流电电源的功能。
2010年6月，铁道部向大连机辆公司采购390台7200 kW电力机车，总值58.5亿元人民币；其中200台为HXD3C型电力机车，后追加150台共计350台。2010年6月30日，大连机辆公司完成首台HXD3C型电力机车的组装生产和座轮工序。2010年7月初，首两台HXD3C型机车在大连相继下线，其中0001号机车采用23 t 轴重，0002号机车采用25 t 轴重（试验结束后恢复23 t 轴重）；机车完成厂内调试和列车供电试验后，于7月24日在沈大铁路进行了首次试运行。2010年8月初至10月底，两台机车在中国铁道科学研究院北京环形铁道试验基地进行型式试验和综合性能试验。

### 运用
2010年9月，HXD3C型电力机车开始投入批量生产，同年10月开始率先配属于沈阳铁路局苏家屯机务段、武汉铁路局江岸机务段、济南铁路局济南机务段、上海铁路局南京东机务段、南昌铁路局向塘机务段、郑州铁路局郑州机务段，此后成都铁路局重庆机务段、广州铁路集团株洲机务段、南宁铁路局柳州机务段等也相继配属；至2010年底已有200台机车交付使用。2011年9月，铁道部再次向大连机辆公司采购100台HXD3C型机车，后另外追加30台。2012年4月，大连机辆公司又再获得230台HXD3C型电力机车的订单，并要求于同年9月底前交付完毕。截至2012年6月，HXD3C型电力机车已经配属到10个铁路局，共17个机务段使用，在京哈、京沪、京九、京广、陇海、沪昆、襄渝、宜万、焦柳、南昆、湘桂等几乎中国国内所有主要铁路干线担当直供电客运列车的牵引任务。
2012年，北京二七轨道交通装备制造了首批15台不带列车供电设备的HXD3C型电力机车（6001～6015）并配属济南铁路局济南西机务段；2013年，又制造了第二批10台不带列车供电设备的HXD3C型电力机车（6016～6025）并配属郑州铁路局新乡机务段（其中6021～6023已经转配到哈尔滨铁路局牡丹江机务段）。2014年1月，为了便于区分带有列车供电的客运型和不带列车供电的货运型机车，无列车供电的货运型机车车号前增加字母“A”，所以该批机车坊间又被称为HXD3CA型电力机车。同月，大连机车车辆有限公司与大同地方铁路公司签订了约3.26亿元人民币的HXD3C型电力机车销售合同，其中5台机车是带列车供电设备的客运型机车（7001～7005），其余15台机车是不带列车供电设备的货运型机车（7501～7515），并有偿配属太原铁路局太原机务段，担当韩原铁路的客货运任务。2014年2月，大连机车车辆有限公司生产的50台HXD3CA型电力机车（8001～8050）配属郑州铁路局新乡机务段。2020年9月，焦柳铁路怀化-柳州电气化改造完成，由大连机车车辆有限公司生产的HXD3CA型电力机车开始配属南宁铁路局集团公司柳州机务段，替换原先使用的DF8B型内燃机车。2021年夏季开始，因机车数量紧张，配属柳州机务段的HXD3CA机车开始在湘桂线柳州南-南宁南间（邕宁-南宁南间经由南环线）牵引货物列车。

## 技术特点

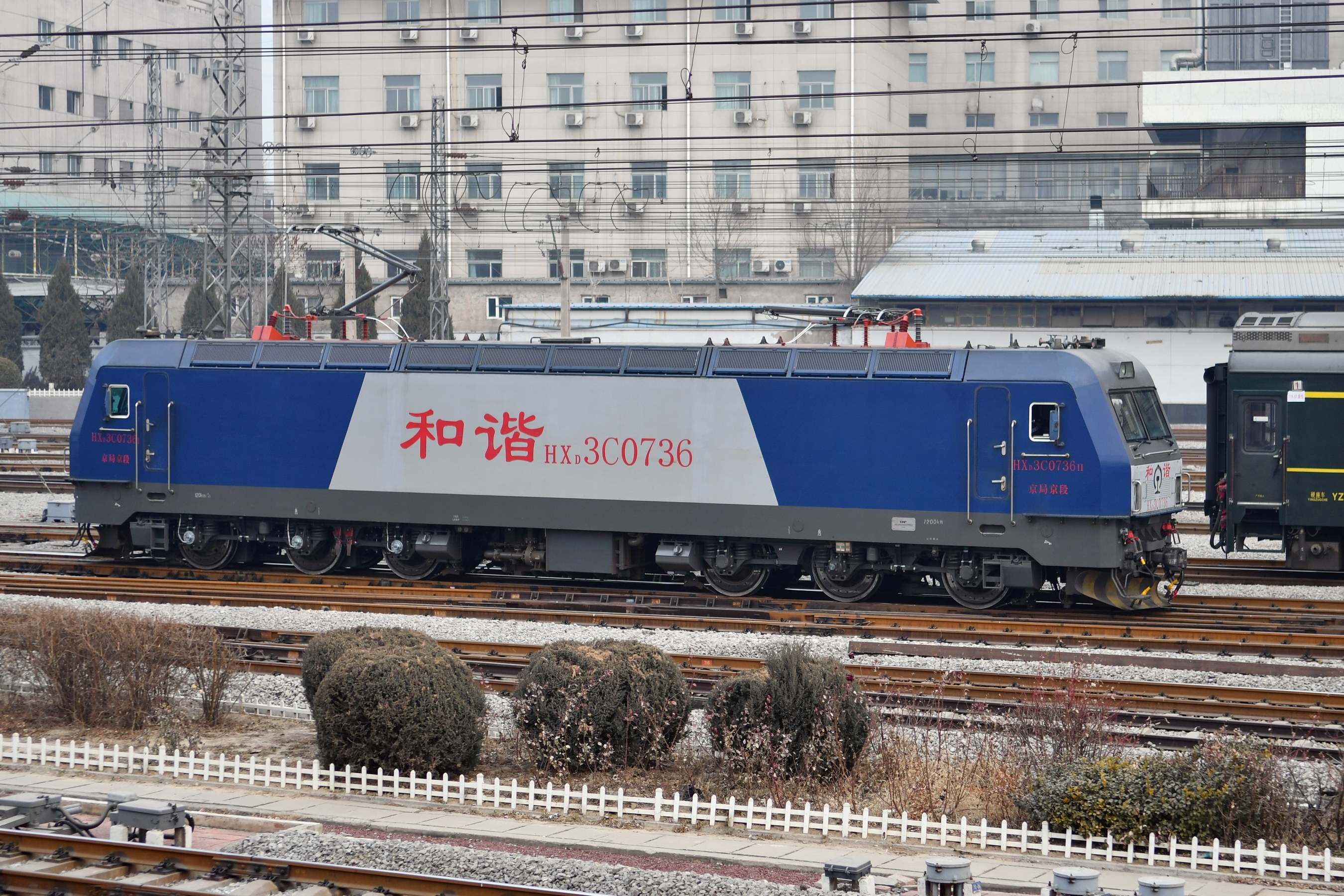
HXD3C型0736号机车

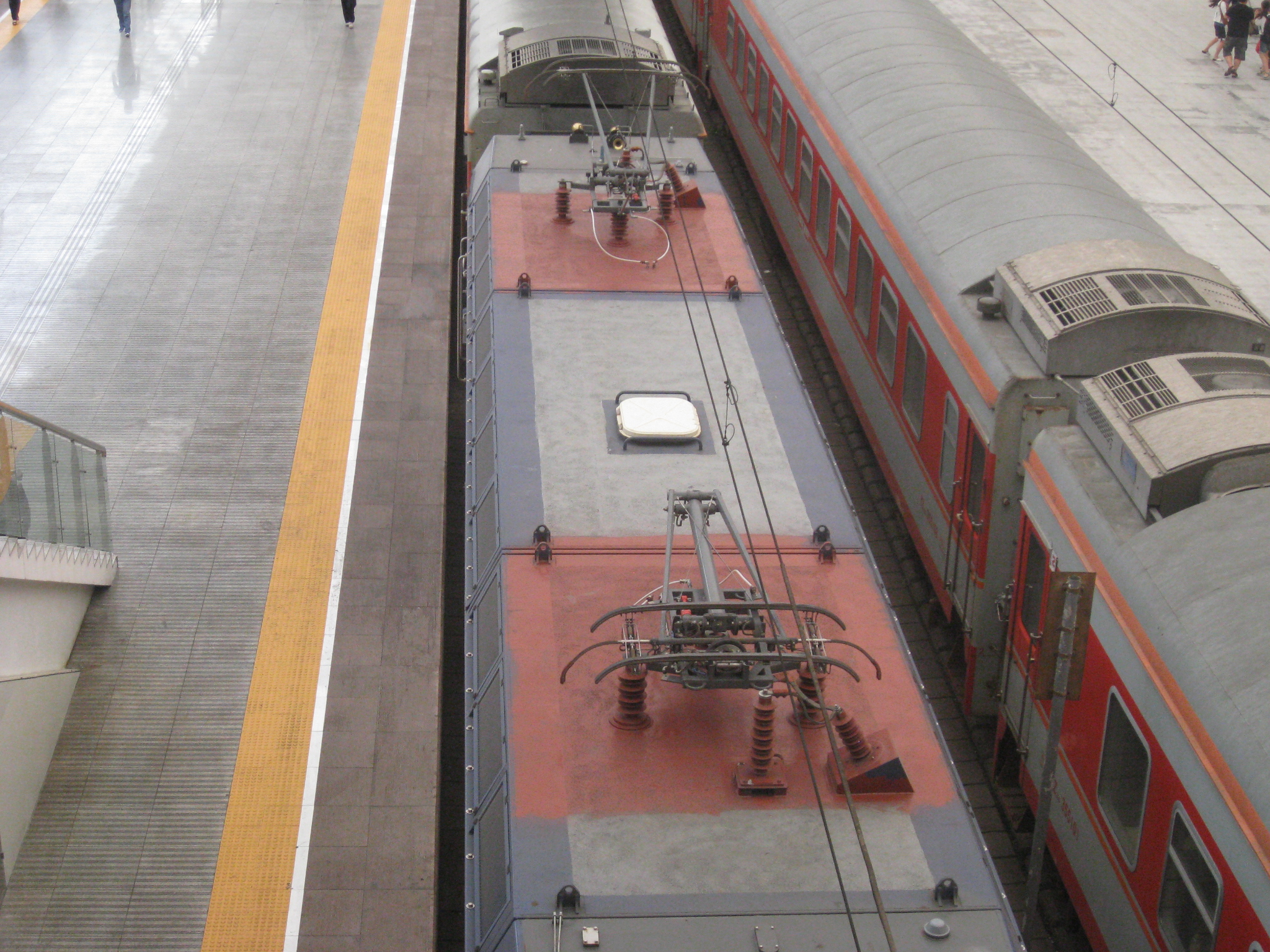
HXD3C的受电弓及其车顶设备

### 总体布置
HXD3C型电力机车是六轴大功率干线客货运通用电力机车，车体采用框架式整体承载结构及模块化设计，两端各设有一个司机室，司机可在任何一端司机室对机车进行控制；车内设备布置以两侧屏柜化、平面斜对称布置，并设宽620 mm的中央通道，通道左右两侧设有主变流装置、通风机、空气压缩机等设备，车上并为司机提供了冰箱、微波炉、卫生间等生活设施。每台机车车顶设有两台DSA-200型单臂式受电弓和避雷器，而真空断路器、接地开关、高压隔离开关、高压电压互感器、高压电流传感器等高压电器集成在机械间内的高压柜中，提高机车雨雾等天气抗污闪能力；在中央顶盖上设有检修升降口，由此上车顶进行检修和维修作业。牵引变压器采用卧式悬挂结构，吊装于车底中部。
机车冷却系统主要包括主变压器系统冷却、主变流装置系统冷却、牵引电动机冷却、辅助电源装置冷却、空气压缩机的冷却及包括卫生间通风及车内换气等，机车采用车体独立通风方式，从侧墙上部进风百叶窗吸入冷风，通过独立冷却风道向发热部件冷却后从车底排出，并维持机械间呈微正压，改善机车防尘效果及防寒性能。机车轴式为Co-Co，持续功率为7200 kW，向列车供电时为6400 kW；机车标准轴重为23 t ，并可以通过增加压铁提高到25 t 。空气制动系统采用克诺尔公司的“CCB II”微机控制电空制动系统；机车单机以120 km/h 的速度在平直道上施行紧急空气制动时，最大制动距离小于800米（23 t 轴重）或900米（25 t 轴重）。

### 电气系统

#### 主电路
HXD3C型电力机车是交—直—交流电传动的单相工频交流电力机车，机车主电路由主变压器、牵引变流器、牵引电动机三大部分构成。每台机车设有6套完全独立而又相同的牵引变流单元，分别安装在2个牵引变流柜内，分别为2台转向架上的6台牵引电动机供电。
接触网导线上的25 kV 工频单相交流电电流，经受电弓、主断路器进入机车后再输入主变压器，交流电经过主变压器的6个牵引绕组降压后向牵引变流单元供电；单相交流电经过6组四象限脉冲整流器整流为直流电，然后向电压为2800 V 的中间直流回路供电，再由6组牵引逆变器转换成三相交流电输出，每组逆变器向一台异步牵引电动机供电，实现机车的轴控驱动，使牵引电动机产生转矩，将电能转变为机械能，经过齿轮的传递驱动轮对。如果其中一组牵引变流单元发生故障，机车可自动切除故障单元，其余单元仍正常工作，机车仍可保持六分之五的牵引动力。
机车主变压器为一体化多绕组（全去耦）变压器，具有高阻抗、重量轻等特点，并增设了列车供电绕组，变压器采用下悬式安装、强迫导向油循环风冷却。每台机车装有两台牵引变流柜，每台牵引变流柜内含有三组牵引变流器单元和一组辅助变流器；每组变流器单元由一个四象限脉冲整流器、一个中间直流环节、一个两点式电压型PWM逆变器组成；功率控制模块采用水冷IGBT变流模块（4500V/900A），中间直流电压为2800 V。主变流器采用亚乙基二醇纯水溶液作为冷却液。
HXD3C型机车采用YJ85A1型牵引电动机，其为四极鼠笼式三相异步牵引电动机，采用全叠片结构，额定功率为1250 kW，额定电压为2150 V，冷却方式为强迫通风，采用矢量控制方式实现电动机的转矩控制。

#### 供电电路
HXD3C型电力机车装载了两台由株洲南车时代电气股份有限公司开发的TGF60型列车供电柜，由主变压器的列车供电绕组供电，通过相控整流电路整流为600 V 直流电，可向列车提供空调、采暖、照明等电源，额定输出功率为2×400 kW。当其中一组机组发生故障时，另一台机组可继续正常供电。在HXD3CA型电力机车中，並無安裝本型裝置，但車頭仍有一個以金屬板封閉的列車供電插座空位。而烏茲別克使用的HXD3C機車，列車供電輸出電壓為3000 V，容量810 kVA。

#### 辅助电路
HXD3C型机车设有两个IGBT辅助变流器（APU），辅助供电电路由主变压器二次侧辅助绕组供电。辅助变流器通过使用PWM整流器单元把从主变压器供电的单相交流电转换为恒定电压的直流电，再供通过逆变器单元转换为三相交流电。 正常情况下两个变流器基本上以50%的额定容量工作，其中一个为恒频恒压变流器（CVCF），为机车辅助电动机供电；另一个为变频变压变流器（VVVF），向两台复合冷却器风机和六台牵引通风机电动机等设备供电。当某一套辅助变流器发生故障时，另一套辅助变流器可以承担机车全部的辅助电动机负载，此时该辅助变流器按照CVCF方式工作，确保机车辅助供电系统的可靠性。

### 控制系統
HXD3C型电力机车采用東芝公司製机车控制监视系统（TCMS），该网络控制系统以日本成熟的列车通信网络技术为基础，结合国际标准的列车通信网络（TCN）开发研制而成。网络控制系统为分布式计算机体系，按功能可划分为列车控制级、车辆控制级和传动控制级。机车控制系统以TCMS为核心，采用微处理器，分别与显示单元、主变流器、辅变流器通过RS-485串行总线进行通信，机车与机车之间的重联通信采用半双工总线式10Mbps以太网进行传输。TCMS具有机车顺序逻辑综合控制、机车牵引力和制动力控制、机车空电联合制动控制、机车主辅电路保护控制、机车防空转防滑行保护控制、机车重联控制、列车供电控制、机车轴重转移补偿控制、机车定速控制、系统实时监测诊断、故障信息记录和显示等众多功能。系统采用冗余设计，设有两套控制环节，一套为主控制环节（Master），一套为热备控制环节（Slave）。而烏茲別克使用的HXD3C機車，則採用俄羅斯標準機車控制系統（非東芝產品），並採用MTZ公司製E.331型制動系統。

### 转向架
机车走行部为两台完全相同的三轴转向架，转向架构架采用钢板焊成箱形结构的“目”字型构架，轮对轴箱采用单拉杆定位，车轮为德国进口整体辗钢车轮。一系悬挂采用螺旋弹簧及橡胶垫，配合轴箱拉杆及垂向油压减震器；二系悬挂为高圆螺旋弹簧，配合垂向油压减震器和抗蛇行油压减振器。牵引力或制动力通过低位推挽式水平牵引拉杆传递。驱动装置由德国福伊特公司设计、大连机车车辆公司实现国产化生产，驱动装置主要包括铸造齿轮箱、抱轴箱体、主从动齿轮等部件，牵引电动机采用滚动轴承抱轴式半悬挂、单边单级刚性斜齿轮传动。基础制动装置为轮盘制动，车轮安装有克诺尔公司的铸铁摩擦盘，每个车轮安装一套独立的单元制动器，其中每个转向架有两套单元制动器具有弹簧停车储能停放制动功能。转向架并设有轮缘润滑装置和踏面清扫装置。

## 海外出口

### 

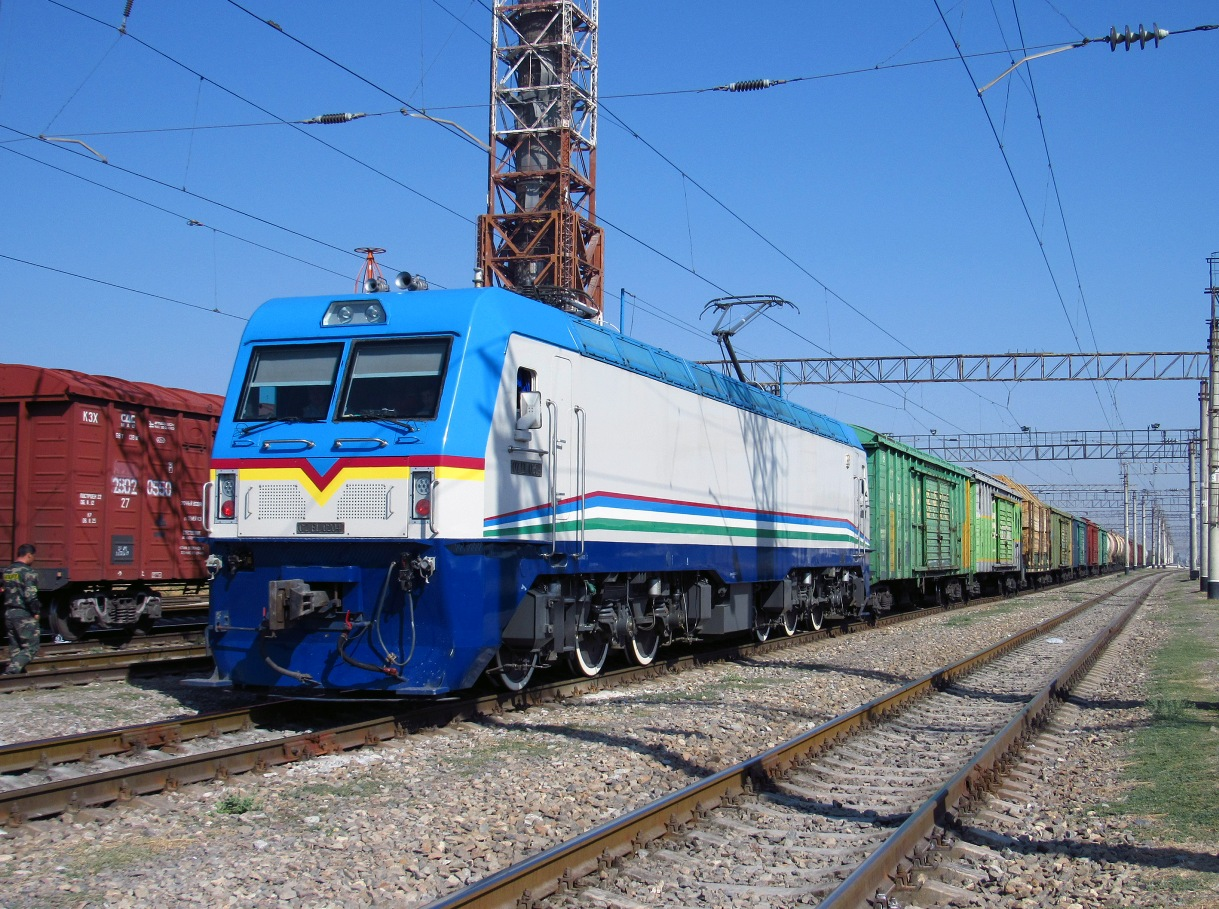
0204号O'ZEL型电力机车于纳扎尔贝克站

2011年，乌兹别克斯坦铁路的运营方——烏茲別克國鐵（UTY）向北車大連機車車輛訂購11輛HXD3C型機車，此为大連機車車輛首次出口電力機車。该款机车另外命名為O'ZEL型電力機車，首批3輛機車於2013年8月23日投用，其餘機車亦已分兩次完成配屬，機車軌距改為俄制1,520 mm，增強抗凍性能及改用獨聯體GOST設計標準，部分硬件改用俄製產品；之後UTY再訂購次批11輛同款機車，亦於2013~2014年交付。O'ZEL型另有改进型O'ZELR型，于2015年7月签订合同，2015～2016年间交付。
老中铁路机车。2021年初，中国国家铁路集团投資的老撾磨萬鐵路，向中車大連機車車輛訂購17輛HXD3CA型機車，以及2輛具列車供電功能的HXD3C。所有機車於同年9月21日至10月底，逐步以甲種運送方式送抵老撾首都萬象，并交付给运营方：老中铁路有限公司。該等機車的外觀、編號系統與现中國國鐵的同款機車並無二致，僅路徽及配屬局段文字有所不同。

## 问题
有火车机车乘务员发表论文指：HXD3C型机车是在2009年机车直供DC600V25G型客车大面积生产应用的背景下应急设计的电力机车，由于时间仓促直接采用了HXD3B型电力机车的车体和HXD3型电力机车的内部系统元件和转向架，再添加了DC600V机车直接供电设备而设计完成的。而HXD3型机车和HXD3B型机车都是货运型机车，再加上HXD3C型机车调级手柄只有7级（而一般客運機車需具有8級波段）以及牵引功率大等原因，因此牵引旅客列车启动、制动和调速时容易产生过大的冲动，具体表现为突然的顿挫感和较大的震动，对旅客的乘车舒适性有较大影响，特别是影响夜间旅客的休息,在特殊情况下可能导致乘客因打翻开水、摔倒而受伤。
不过亦有机务相关业内人士对于上述说法进行反驳，认为7级提速并不是导致机车冲动的根本原因。根本原因在于司机的操作习惯，以及是否遵守操作规程。该人士举例，部分韶山型机车采用的是无级调速直接由功率手柄进行控制，但是在运行过程也没有出现抖动现象。而且，操作HXD3C的司机很多都是从和谐1B、和谐3B等大功率货运机车的司乘人员中抽调而来，很多时候在操作客机的时候仍保留货机的习惯（比如急推功率手柄进行加速以及调速器调整过快等），却忽视客机和货机之间的差距，导致运行不平稳。

## 重大事故

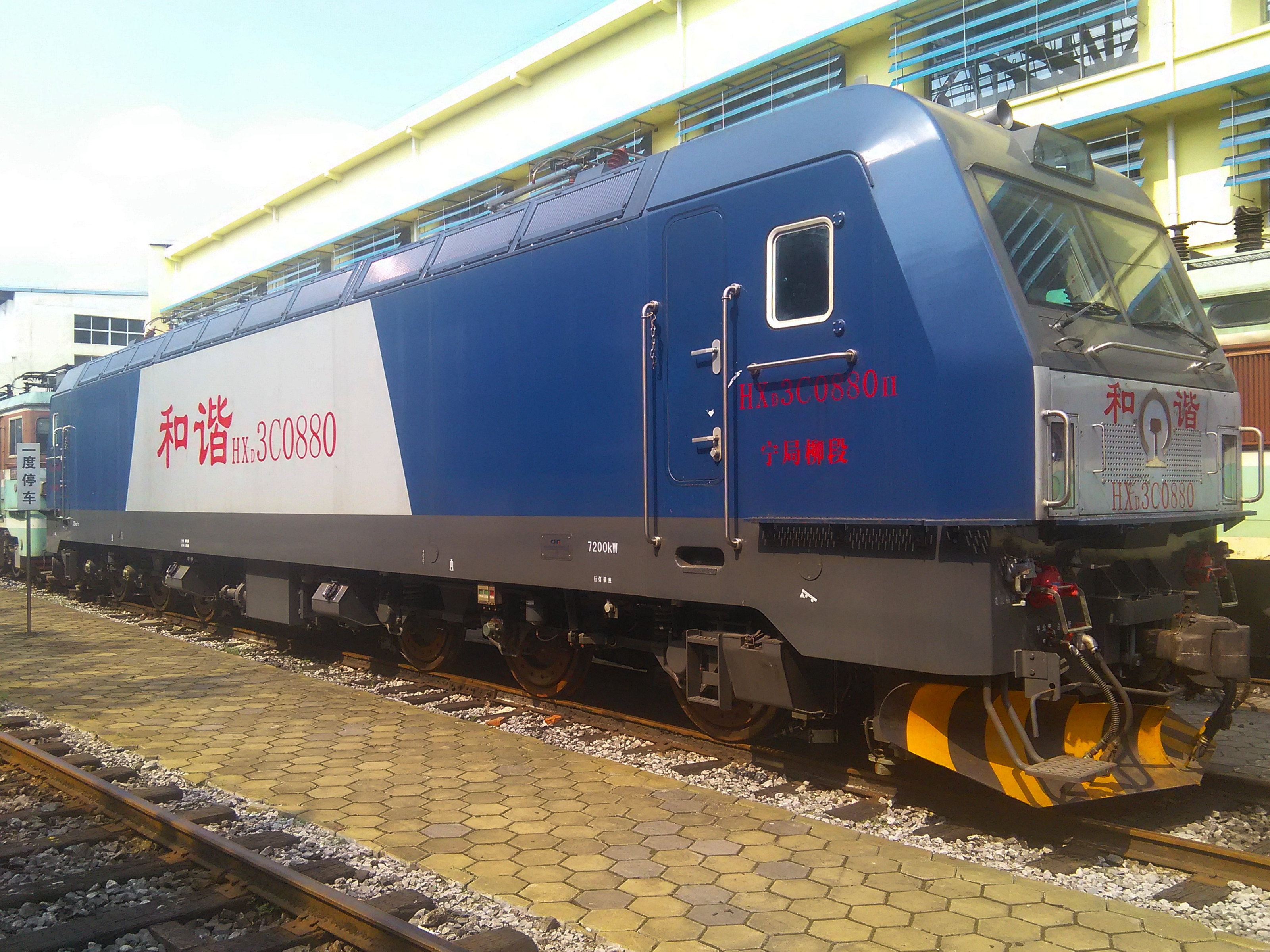
修复后的0880号和谐3C型电力机车于柳州机务段段内（2015年5月）

- 2014年1月13日，配属南宁铁路局柳州机务段HXD3C型0860号机车，担当运行于衡柳铁路的K150次列车牵引任务，HXD3C型0880号机车附挂机次无火回送。附挂机车在柳州站第一次无火回送操作完成后，错误将停放制动控制塞门B40.06再次开通、隔离操作，但没有再次下车将1、5轮停放制动环拉出，机械缓解停放制动。造成6时57分柳州站开车后机车第1、5轮抱轮运行。8时39分列车以114km/h的速度运行至二塘站II道进站道岔处时，附挂司机听见走行部异音，机车上下剧烈跳动，立即采取紧急制动措施。8时41分停于二塘站II道354km636m处，附挂的HXD3C型0880号机车第三轮对脱线，构成旅客列车一般A类事故。[10]
- 2018年3月5日，配属广州局集团广州机务段的HXD3C型0446号机车牵引岳阳-深圳K6611次旅客列车在深圳平湖一带机破着火，导致广深铁路III线（深圳方向）一度停运。机车经灭火后解挂，由调机拖至笋岗车辆段。

## 机车命名
- 2018年5月1日，哈尔滨局集团齐齐哈尔机务段的HXD3CA型8161号机车被命名为“黄继光号”。“黄继光号”机车自1956年诞生以来，先后经历了解放型1008号蒸汽机车、建设型5743号蒸汽机车、前进型1820号蒸汽机车、东风4B型1220号内燃机车、东风8B型0177号内燃机车、和谐5型0001号内燃机车共计六次换型。[11]該車車身改漆中易隸書「黃繼光號」字樣，並於路徽前蓋上共青團旗牌號及鍍金車名。
- 2018年6月14日，哈爾濱局集團哈爾濱機務段的HXD3CA型8200號機車被命名為「鐵牛號」，為「鐵牛號」第四次換型[12]。
- 2024年6月25日，上海局合肥机务段HXD3C型0679号机车被命名为“先锋号”[13]。

## 外部連結
- （简体中文）中国北车集团大连机车车辆有限公司HXD3C参数资料（页面存档备份，存于）